# 西工区
西工区是河南省洛阳市的市辖区。位于洛阳市中心，面积约55平方公里，人口约37万人。西工区是洛阳市市经济、文化、金融、交通、商贸中心和对外开放的重要窗口。洛阳最大火车站、中国空空导弹研究院位于此。西工区拥有新兴商业步行街、北京王府井百货、南京中央百货、上海天盛百货、新银泰购物中心、地方百货丹尼斯和大张超市。中国联通洛阳分公司、中国六大国家级商业银行洛阳分行均设立于西工区。洛阳地铁1号线起点站红山站位于该区境内。區人民政府駐王城路街道。

## 历史
1914年，袁世凯在洛阳城西五里占地4000余亩，修筑营房5000余间，开辟操场，准备训练新军。营房东修一商业小街，名曰“营市街”，即今西工小街，为兵营服务。因该工程在洛阳城西，故称“西工地”，后简称“西工”，即今西工区名称的由来。1920年，吴佩孚驻兵洛阳，扩建西工兵营。1956年，国务院批准设立洛阳市西工区，1958年并入原洛北区，1975年又分设西工区至今。

## 人口
根據第七次人口普查數據，截至2020年11月1日零時，西工區常住人口為369165人。

## 行政区划
西工区下辖9个街道办事处：
王城路街道、金谷园街道、西工街道、邙岭路街道、唐宫路街道、汉屯路街道、凯旋东路街道、洛北街道和红山街道。